# Maria Ekier
Maria Ekier (ur. 4 maja 1943 w Warszawie) – polska projektantka, ilustratorka i autorka książek dla dzieci.

## Życiorys
Matką Marii Ekier była Danuta Szaflarska – polska aktorka filmowa i teatralna, nazywana pierwszą gwiazdą polskiego kina. Ojcem artystki był Jan Ekier, znany polski pianista, kompozytor, edytor, wydawca, wielokrotny członek komisji Konkursów Chopinowskich.
1 sierpnia 1944 roku, gdy Maria Ekier miała piętnaście miesięcy, wybuchło Powstanie Warszawskie. Przyszła ilustratorka przebywała wtedy z rodzicami w mieszkaniu ich przyjaciół przy ulicy Polnej 36. Dzięki pomocy znajomego udało im się stamtąd bezpiecznie przedostać do tymczasowego schronienia. W czasie powstania była chora na dyzenterię.
Wychowywanie się w rodzinie, która nierozerwalnie była związana z kulturą i ze sztuką przyczyniło się do rozwijania zdolności artystycznych przez Marię Ekier. W 1966 roku artystka rozpoczęła naukę w Akademii Sztuk Pięknych (ASP) w Warszawie. W 1971 roku otrzymała dyplom z wyróżnieniem w pracowni prof. Jana Marcina Szancera i prof. Juliana Pałki na Wydziale Grafiki. Zrobiła specjalizację z grafiki książkowej, zajmowała się tworzeniem projektów okładek książek i plakatów.
Ekier przyznaje, że po ukończeniu ASP niewiele wiedziała o ilustracji i  wszystkiego uczyła się samodzielnie w późniejszym okresie. Jej główną inspiracją były dzieła doświadczonych ilustratorów. Za wzór do naśladowania uważała prace Stasysa Eidrigevičiusa oraz Józefa Wilkonia.

## Wybrane publikacje książkowe ilustrowane przez artystkę
Źródło: biogram na wortalu Ryms
- O psie, który miał chłopca, Klára Jarunkoṽa, 1977.
- Gdzie jest Bob?, Zofia Bogusławska, 1977.
- Leśne rośliny zielarskie, Maria Polakowska, 1977.
- Pies i kot, Igor Sikirycki, według Owanesa Tumaniana, 1978.
- Wakacyjna przygoda, Irina Guro, przeł. [z ros. ] Władysław Kozłowski, 1980.
- Wyspa urodzinowa, Maria Ewa Letki, 1990.
- Potwór, Maria Ewa Letki, 1992.
- Co się stało z naszą bajką, Hanna Krall, 1994.
- Nie płacz, koziołku, Siergiej Michałkow, 1996.
- Dębołki, Joanna Kulmowa, 1998.
- Dobry potwór nie jest zły, Anna Onichimowska, 2000.
- Królewna w koronie, Maria Ewa Letki, 2005.
- Plaster czarownicy i inne baśnie, Małgorzata Strzałkowska, 2006.
- Polskie baśnie i legendy, wybór Grzegorz Leszczyński, projekt graf. Grażyna Lange, 2006.
- Co się komu śni, a nawet i nie śni, Joanna Kulmowa, 2006.
- Tajemnicze przygody Kubusia, Maciej Orłoś, 2007.
- Paproch, Eliza Piotrowska, 2010.
- Chiński kot, Mika Waltari, 2011.

Maria Ekier napisała i zilustrowała również dwie książki autorskie:
- Kocur mruży ślepia złote, 2008.
- Złotouste zero w zenicie, 2014.

## Nagrody i wyróżnienia
Źródło: biogram na WP
- Srebrny Koziołek (1991).
- Wyróżnienie w Konkursie PS IBA Książka Roku (1993).
- Wyróżnienie PTWK w konkursie Najpiękniejsze Książki Roku (1997).
- Plakieta BIB (1999).
- Wpis na międzynarodową Listę Honorową IBA (1999).
- Wyróżnienie w konkursie Współczesna Polska Sztuka Książki (2000).
- II miejsce na Biennale Ilustracji (2004).
- Wyróżnienie w konkursie PS IBA Książka Roku (2005).
- Srebrny Medal „Zasłużony Kulturze Gloria Artis” (2007)[11]
- Nagroda w Konkursie PTWK Najpiękniejsze Książki Roku (2008).
- Książka Roku PS IBBY (2014).